# Pterostichus distinctus
Pterostichus distinctus es una especie extinta de escarabajo terrestre del género Pterostichus, categorizada en la tribu Pterostichini, de la subfamilia Harpalinae. Fue descrita por Piton & Théobald en 1939.

## Distribución
Se distribuía por Francia, en la localidad de Puy-Saint-Jean.